# سیارک ۲۱۳
سیارک ۲۱۳ (به انگلیسی: 213 Lilaea) دویست و سیزدهمین سیارک کشف شده‌است که در ۱۶ فوریه ۱۸۸۰ کشف شد.
قدر مطلق سیارک برابر ۸٫۶۴ است.